# Moggill Creek
Moggill Creek är ett vattendrag i Australien. Det ligger i delstaten Queensland, omkring 12 kilometer sydväst om delstatshuvudstaden Brisbane.
Runt Moggill Creek är det i huvudsak tätbebyggt. Runt Moggill Creek är det mycket tätbefolkat, med 1 056 invånare per kvadratkilometer. Genomsnittlig årsnederbörd är 1 252 millimeter. Den regnigaste månaden är januari, med i genomsnitt 248 mm nederbörd, och den torraste är oktober, med 34 mm nederbörd.